# Capri (Olaszország)
Capri község (comune) Olaszország Campania régiójában, Nápoly megyében, Capri szigetén.

## Fekvése
A sziget keleti részét foglalja el. Anacapritól a Monte Solaro (589 méter) és a Monte Cappello (514 méter) választja el. A település keleti részén emelkedik a Monte Tuoro (266 méter) és a Monte Tiberio (335 méter). A települést a kikötőtől (Marina Grande) a 262 méter magas Monte San Michele nyereg választja el. A településhez tartoznak a sziget délkeleti részén található Faraglioni sziklák is.

## Története
Capri története szorosan kapcsolódik a sziget történetéhez. A település közigazgatásilag 1495-ben vált el Anacapritól.

## Népessége
A népesség számának alakulása:

## Főbb látnivalói
Capri központja az úgynevezett Piazzetta, csodálatos kilátással bíró terasszal. Itt van a kikötőből induló sikló végállomása. Ezen a téren található a városháza, amelynek udvarán a római kori Villa Augustea romjait találtak meg. A tér körül kávéházak és üzletek sorakoznak. A városmag körül levő villák, nyaralók és szállók gazdagon termő szőlők és narancsligetek közepén épültek. A kis város utcácskái keskenyek, felettük sokszor kis ívek feszülnek.
- Marina Grande – a sziget Nápoly felé néző kikötője. Itt kötnek ki a kishajók és a szárnyas hajók. Szerencsés helyzetét annak is köszönheti, hogy felette van a sziget két kiemelkedő hegye közötti nyereg, amelyre innen sikló visz fel. Ugyancsak innen indul az országút is Capriba és Anacapriba, valamint – a nyergen keresztül – a Piccola Marinába. Innen indulnak a motoros bárkák a sziget körüli útra és a Grotta Azzurrához.
- Marina Piccola - innen indulnak a csónakok a Faraglionihoz.
- Faraglioni – a tengerparti földcsuszamlások és a tengervíz eróziójának túlélői.
- Castello Barbarossa – bizánci erődítmény, amelyet 1535-ben szaracén kalózok romboltak le. Ma az erődítmény központi része látható.
- Arco Naturale, Matermania Grotto – az Arco Naturale egy természetes boltív, amely egy vízalatti barlang bejárata volt, amíg az be nem omlott. A Matermania Grotto egy barlang, amelyet a rómaiak átalakítottak nymphaeumnak, melynek mozaikberakásai ma is látszanak.
- Villa Jovis – egyike a legfontosabb római-kori villáknak a szigeten.
- Augustus császár kertjei (olaszul: Parco Augusto) – dús mediterrán növényzetű kert
- San Giacomo karthauzi kolostor

## Közlekedés
A Marina Grande felől siklóval, lépcsőn valamint autóúton át közelíthető meg Capri központja. A Marina Piccola felől pedig szintén egy autóút, valamint a Via Krupp nevű lépcsős sétaút vezet a városba. Anacaprival autóút köti össze. A kikötőből kisbusz közlekedik a városba. A helyi buszpályaudvar a városközpontban, a Piazettától induló Via Roma mellett van.